# Vela Fisherman

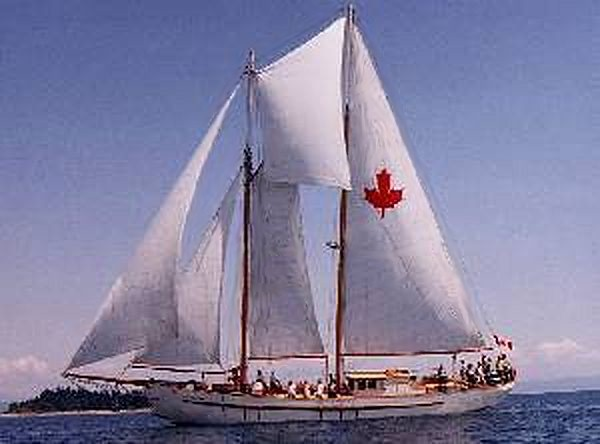
Vela Fisherman, vela superior, situada entre els pals d'una goleta

Una vela Fisherman és una vela situada a la part superior, entre els pals trinquet i mestre d’un veler, generalment d'una goleta però també amb bergantins.
Les quatre vores no solen estar fixades, tot i que el gràtil es pot fixar al pal (de vegades amb un enrotllador) com és el cas d'una vela d'estai d'una goleta. El propòsit d’una vela Fisherman és agafar vents fluixos i alts, ja que es tracta d’una vela de grans dimensions situada a la part alta dels pals. En algunes plataformes, se superposa a altres veles i vergues com ara a una vela cangrea de proa i, per tant, ha de arriar-se completament i tornar-la a hissar a cada bordada. Per això, una vela Fisherman d'estai és inusual en una goleta. La vela Fisherman és una manera útil d'omplir el buit superior entre els pals. Aquesta vela és adequada principalment en ventijols lleugers o mitjans; amb vents forts, fa poca cosa més que fer escorar el vaixell.